# Juan Fernández Mejías
Pour les articles homonymes, voir Fernández et Mejías.
Juan Fernández Mejías est un acteur espagnol, né le 11 août 1957 à Séville en Andalousie. Il est principalement connu pour son rôle dans la série télévisée La casa de papel, dans laquelle il incarne le colonel Alfonso Prieto.

## Filmographie

### Cinéma
- 1999 : Solas : Juan
- 1999 : Le Cœur du guerrier
- 2000 : Gitano : Manfredi
- 2000 : Marco Antonio, rescate en Hong Kong : Balarrasa
- 2001 : Lucia et le Sexe : Jefe
- 2001 : Fausto 5.0 : Quiroga
- 2002 : Parle avec elle : le directeur de la prison
- 2002 : El alquimista impaciente : Eutimo
- 2002 : La caja 507 : Regueira
- 2002 : El refugio del mal : Jerzy
- 2003 : Eres mi héroe : Don Félix
- 2003 : Atraco a las tres... y media : Delgado
- 2003 : Cámara oscura : Salomón
- 2004 : La Mauvaise Éducation : Martín
- 2004 : El Lobo : Commandant Palacios
- 2007 : Miguel y William : Iniesta
- 2007 : El corazón de la tierra : Nazario
- 2008 : Intrusos en Manasés : le directeur du magazine
- 2010 : Suspicious Minds : Ramón
- 2014 : Words with Gods : le tueur
- 2016 : La punta del iceberg : Angel Torres
- 2016 : Ozzy, la grande évasion : Decker
- 2020 : Hombre muerto no sabe vivir : Juan

### Télévision
- 2000 : Raquel busca su sito (1 épisode)
- 2000-2006 : El comisario : Ismael Lechón (5 épisodes)
- 2002 : Padre coraje : Inspecteur Hernández (3 épisodes)
- 2003 : Un Lugar en el mundo : Eduardo (13 épisodes)
- 2004 : La Famille Serrano : Miguel (1 épisode)
- 2004 : La sopa boba : Pedro (11 épisodes)
- 2005-2006 : 7 días al desnudo : Gus Marina (11 épisodes)
- 2006 : Hospital Central : Mariano (3 épisodes)
- 2007 : Los hombres de Paco : Castresana (10 épisodes)
- 2007 : R.I.S. Científica : Guillermo Cuevas (13 épisodes)
- 2008 : Cazadores de hombres : Arambol (3 épisodes)
- 2009 : Los misterios de Laura : Julián Castro (1 épisode)
- 2009 : Los exitosos Pells : Franco Andrada (7 épisodes)
- 2010-2013 : Tierra de lobos : Antionio Lobo (39 épisodes)
- 2010-2018 : Amar en tiempos revueltos : Rodrigo Tuñón de Guevara et Padilla (11 épisodes)
- 2014 : El Rey : Laureano López Rodó (2 épisodes)
- 2014-2016 : Víctor Ros : Commissaire Buendía (8 épisodes)
- 2017 : El final del camino : Peláez (4 épisodes)
- 2017-2020 : La casa de papel : Colonel Prieto (20 épisodes)
- 2019 : Lejos de ti (8 épisodes)
- 2020 : El Cid : Rodrigo (1 épisode)
- 2020 : Inés del alma mía : Don Alonso (8 épisodes)